# Grand Prix International de Paris de 1992
Grand Prix International de Paris de 1992 (em francês:  Grand Prix International de Paris 1992) foi a sexta edição do Grand Prix International de Paris, um evento anual de patinação artística no gelo organizado pela Federação Francesa de Esportes no Gelo (em francês:  Federation Française des Sports de Glace). A competição foi disputada na cidade de Albertville, França.

## Eventos
- Individual masculino
- Individual feminino
- Duplas
- Dança no gelo

## Medalhistas
| Evento                        | Ouro                                       | Prata                                             | Bronze                                           |
| Individual masculino detalhes | Mark Mitchell · Estados Unidos             | Éric Millot · França                              | Sébastien Britten · Canadá                       |
| Individual feminino detalhes  | Surya Bonaly · França                      | Karen Preston · Canadá                            | Laetitia Hubert · França                         |
| Duplas detalhes               | Evgenia Shishkova · Vadim Naumov · Rússia  | Radka Kovaříková · René Novotný · Tchecoslováquia | Karen Courtland · Todd Reynolds · Estados Unidos |
| Dança no gelo detalhes        | Sophie Moniotte · Pascal Lavanchy · França | Irina Romanova · Igor Yaroshenko · Ucrânia        | Elena Kustarova · Oleg Ovsyannikov · Rússia      |

## Resultados

### Individual masculino
| Pos.              | Nome               | Nacionalidade   |
| ----------------- | ------------------ | --------------- |
| Medalha de ouro   | Mark Mitchell      | Estados Unidos  |
| Medalha de prata  | Éric Millot        | França          |
| Medalha de bronze | Sébastien Britten  | Canadá          |
| 4                 | Philippe Candeloro | França          |
| 5                 | Axel Médéric       | França          |
| 6                 | Stanick Jeannette  | França          |
| 7                 | Igor Pashkevich    | Rússia          |
| 8                 | Konstantin Kostin  | Letônia         |
| 9                 | Cornel Gheorghe    | Romênia         |
| 10                | Jaroslav Suchý     | Tchecoslováquia |
| 11                | Gizo Bliadze       | Alemanha        |

### Individual feminino
| Pos.              | Nome                  | Nacionalidade   |
| ----------------- | --------------------- | --------------- |
| Medalha de ouro   | Surya Bonaly          | França          |
| Medalha de prata  | Karen Preston         | Canadá          |
| Medalha de bronze | Laetitia Hubert       | França          |
| 4                 | Olga Markova          | Rússia          |
| 5                 | Alice Sue Claeys      | Bélgica         |
| 6                 | Marina Kielmann       | Alemanha        |
| 7                 | Simone Lang           | Alemanha        |
| 8                 | Tisha Walker          | Estados Unidos  |
| 9                 | Zuzanna Szwed         | Polônia         |
| 10                | Lenka Kulovaná        | Tchecoslováquia |
| 11                | Mari Asanuma          | Japão           |
| 12                | Nicole Skoda          | Suíça           |
| 13                | Florentine Houdinière | França          |

### Duplas
| Pos.              | Nome                                 | Nacionalidade   |
| ----------------- | ------------------------------------ | --------------- |
| Medalha de ouro   | Evgenia Shishkova / Vadim Naumov     | Rússia          |
| Medalha de prata  | Radka Kovaříková / René Novotný      | Tchecoslováquia |
| Medalha de bronze | Karen Courtland / Todd Reynolds      | Estados Unidos  |
| 4                 | Jekaterina Silnitzkaja / Marno Kreft | Alemanha        |
| 5                 | Patricia Cardoso / Pasqual Di Paolo  | Canadá          |
| 6                 | Line Haddad / Sylvain Privé          | França          |
| 7                 | Sarah Abitbol / Stéphane Bernadis    | França          |

### Dança no gelo
| Pos.              | Nome                                    | Nacionalidade   |
| ----------------- | --------------------------------------- | --------------- |
| Medalha de ouro   | Sophie Moniotte / Pascal Lavanchy       | França          |
| Medalha de prata  | Irina Romanova / Igor Yaroshenko        | Ucrânia         |
| Medalha de bronze | Elena Kustarova / Oleg Ovsyannikov      | Rússia          |
| 4                 | Kateřina Mrázová / Martin Šimeček       | Tchecoslováquia |
| 5                 | Penny Mann / Juan Carlos Noria          | Canadá          |
| 6                 | Marina Morel / Gwendal Peizerat         | França          |
| 7                 | Diane Gerencser / Alexander Stanislavov | Suíça           |

## Quadro de medalhas
| Ordem | País            | Medalha de ouro | Medalha de prata | Medalha de bronze |    | Ordem por total |
| ----- | --------------- | --------------- | ---------------- | ----------------- | -- | --------------- |
| 1     | França          | 2               | 1                | 1                 | 4  | 1               |
| 2     | Estados Unidos  | 1               |                  | 1                 | 2  | 2               |
| 2     | Rússia          | 1               |                  | 1                 | 2  | 2               |
| 4     | Canadá          |                 | 1                | 1                 | 1  | 4               |
| 5     | Tchecoslováquia |                 | 1                |                   | 1  | 4               |
| 5     | Ucrânia         |                 | 1                |                   | 1  | 4               |
| TOTAL | TOTAL           | 4               | 4                | 4                 | 12 | —               |